# Le Cycle des épées (bande dessinée)
Le Cycle des épées, série de romans de Fritz Leiber, a été adaptée en plusieurs séries de bande dessinée.

## Histoire éditoriale
En 1972, Fafhrd et le Souricier Gris commencent leur carrière dans les comics en apparaissant dans Wonder Woman n°202 aux côtés du personnage principal et de Catwoman dans une histoire écrite par Samuel R. Delany. En 1973, DC Comics commence une série intitulée Sword of Sorcery avec le duo. Le titre est écrit par Denny O'Neil et dessiné par Howard Chaykin, Walt Simonson et Jim Starlin ; le titre, bien accueilli par les lecteurs, dura cinq numéros. Les récits incluent les adaptations de « The Price of Pain-Ease », « Thieves' House », « The Cloud of Hate » et « The Sunken Land », ainsi que des histoires originales. Cette série a été publiée en édition reliée par Dark Horse Comics en juin 2008 sous le titre de Fritz Leiber’s Fafhrd and the Gray Mouser: The Cloud of Hate and Other Stories.
En 1991, Epic Comics publie une adaptation sur quatre numéros de sept histoires : « Ill Met in Lankhmar » (numéro 1), « The Circle Curse » et « The Howling Tower » (numéro 2), « The Price of Pain Ease » et « Bazaar of the Bizarre » (numéro 3), et « Lean Times in Lankhmar » et « When the Sea King's Away » (numéro 4). Le comics a été écrit par Howard Chaykin qui avait dessiné plusieurs numéros du titre DC précédent, et dessiné par Mike Mignola, dont le comic book Hellboy a souvent une ambiance proche du travail de Leiber. La série a été publiée en édition reliée par Dark Horse Comics en mars 2007.
Marvel Comics a créé sa propre version de Fafhrd et le Souricier Gris quand ils introduisirent Fafnir de Vanaheim et son compagnion Blackrat dans la série Conan. Les deux paires de personnages se ressemblent fortement et Roy Thomas, qui a écrit le comics d'origine de Conan, n'a pas caché son intention de créer des personnages qui sont un hommage aux créations de Fritz Leiber.

## Synopsis
Sur le monde de Newhon, Fafhrd et le Souricier Gris vivent une vie de voyous, passant le plus clair de leur temps à boire, festoyer, courir le guilledou, se bagarrer, voler et jouer. Fafhrd est un grand barbare du nord, le Souricier est un voleur petit et plein d’entrain, autrefois apprenti d’un magicien. Ils sont peu regardants sur qui loue leurs épées et, par-dessus tout, cherchent l’aventure.

## Publications

### Séries américaines
- 1973 : Sword of Sorcery n°1-5, DC Comics
- 1990 : Fafhrd and the Gray Mouser n°1-4, Epic Comics

### Éditions françaises
L'éditeur Delcourt a proposé l'intégrale de la série Fafhrd And The Gray Mouser d'Epic Comics dans sa collection « Contrebande » en 1991 :
1. Mauvaise rencontre à Lankhmar
2. La boucle est bouclée
3. Le Prix de l’oubli
4. Jours maigres à Lankhmar

- Intégrale Le Cycle des épées (2007)  (ISBN 978-2-7560-0926-1)